# Neighbors 2: Sorority Rising
Neighbors 2: Sorority Rising (bra: Vizinhos 2; prt: Má Vizinhança 2) é um filme estadunidense de 2016, dirigido por por Nicholas Stoller. É a continuação de Neighbors, de 2014, cujo realizador retorna junto com a maior parte do elenco original, incluindo Seth Rogen, Zac Efron, Dave Franco e Ike Barinholtz. Novos atores incluem Chloë Grace Moretz e Selena Gomez.
O filme estreou dia 12 de maio de 2016 em Portugal e 19 de maio de 2016 no Brasil.

## Enredo
Prestes a ganhar um segundo filho, Mac e Kelly estão dispostos a dar mais um passo rumo à vida adulta: morar em um subúrbio. Mas justo na hora em que decidem vender a casa, percebem que as vizinhas ao lado são de uma fraternidade muito mais sem limites que a anterior: as garotas de Kappa Nu, que estão cansadas das restrições da faculdade e decidiram criar uma república onde podem fazer tudo o que querem. A única saída será chamar Teddy, seu antigo vizinho, para ajudá-los a combater as estudantes.

## Dublagem brasileira
- Estúdio de dublagem: Delart[5]

## Produção

### Desenvolvimento
No início de fevereiro de 2015, uma sequência de Vizinhos estava em desenvolvimento, com Nicholas Stoller definido para retornar como diretor. Andrew J. Cohen e Brendan O'Brien também retornaram para escrever o roteiro, juntamente com Stoller, Seth Rogen e Evan Goldberg. O filme segue Mac e Kelly unindo forças com o líder da fraternidade Delta Psi, Teddy, para deter uma nova irmandade que se muda para a casa ao lado. Rogen, Rose Byrne e Zac Efron retornaram para os papéis principais. O filme estava programado inicialmente para começar a ser filmado em meados de 2015.

### Escolha do elenco
Em julho de 2015, foi revelado que Chloë Grace Moretz entrou para o elenco. Em 04 de agosto de 2015, foi confirmado que Carla Gallo e Ike Barinholtz iriam reprisar seus papéis na sequência. Em 07 de agosto de 2015, Bernie Feldstein e Kiersey Clemons foram adicionadas ao elenco para fazer parte da irmandade da personagem de Moretz. Em 13 de agosto de 2015, The Hollywood Reporter confirmou que Dave Franco iria reprisar o seu papel na sequência. Em 04 de setembro de 2015, Selena Gomez foi vista no set de filmagens do filme, sendo confirmada no elenco em seguida. Em 24 de setembro de 2015, Billy Eichner se juntou ao elenco do filme. No mesmo mês, foi revelado que Hannibal Buress e Jerrod Carmichael tinham sido escalados para reprisarem seus papéis do primeiro filme. Clara Mamet e Nora Lum também se juntaram ao elenco. Em 18 de novembro de 2015, foi revelado que Cameron Dallas que tinha se juntado ao elenco do filme. Em dezembro de 2015, Abbi Jacobson foi adicionada ao elenco, seguida por Christopher Mintz-Plasse, Liz Cackowski e Brian Huskey, todos reprisando seus papéis do primeiro filme.

### Filmagens
A filmagem principal começou em 31 de agosto de 2015, em Dunwoody, Geórgia, e terminou em 29 de outubro de 2015. Em março de 2016, Chloë Grace Moretz foi vista regravando algumas cenas em Las Vegas.

### Pós-produção
Durante a edição, Lena Dunham, LL Cool J e as cenas de Cameron Dallas foram cortados do filme.

## Lançamento
Em 06 de fevereiro de 2015, a Universal Pictures agendou o lançamento do filme para o dia 13 de maio de 2016. No entanto, em 27 de julho de 2015, o lançamento foi adiado em uma semana, para o dia 20 de maio de 2016 nos Estados Unidos. Em Portugal, o filme estreou nos cinemas no dia 12 de maio de 2016. No Brasil, o seu lançamento está agendado para o dia 16 de junho de 2016.

### Bilheteria
Até o dia 05 de junho de 2016, o filme arrecadou $48.6 milhões na América do Norte e $40.8 milhões em outros territórios para um total mundial de $89.4 milhões, contra um orçamento de $35 milhões.
Na América do Norte, o filme foi lançado em 20 de maio de 2016, junto com The Angry Birds Movie e The Nice Guys, e estava previsto para arrecadar entre $35–40 milhões em 3.384 mil cinemas em seu fim de semana de estreia O filme arrecadou $1.7 milhões durante sua pré-estreia na quinta-feira (sendo menor que a pré-estreia do primeiro filme que arrecadou 2.5 milhões) e $8,7 milhões em seu primeiro dia. Em seu primeiro fim de semana, o filme arrecadou $21.8 milhões, menos da metade do filme anterior ($49 milhões), ficando em terceiro lugar nas bilheterias, atrás de The Andry Birds Movie ($39 milhões) e Captain America: Civil War ($33.1 milhões).
Internacionalmente, o filme será lançado em um total de 56 países. Foi lançado em 16 mercados no dia 06 de maio de 2016, onde arrecadou $8 milhões. No Reino Unido e na Irlanda, o filme ganhou $2.4 milhões, seguido pela Austrália, com $1.8 milhões e $1.5 milhões da Alemanha.

### Crítica
Neighbors 2: Sonority Rising foi bem recebido pela crítica especializada. No agregador Rotten Tomatoes indica que o filme de aprovação de 62%, baseado em 161 resenhas, com uma nota média de 5.7/10. O consenso geral do website é que o filme "pode não ser estritamente necessário, mas ainda tem uma quantidade surpreendente de humor". No Metacritic, o filme tem uma pontuação de 58/100, baseado em 39 resenhas, indicando "críticas mistas ou médias".